# Alcea baldshuanica
Alcea baldshuanica är en malvaväxtart som först beskrevs av Joseph Friedrich Nicolaus Bornmüller, och fick sitt nu gällande namn av Modest Mikhaĭlovich Iljin. Alcea baldshuanica ingår i släktet stockrosor, och familjen malvaväxter. Inga underarter finns listade i Catalogue of Life.